# Veronica arenaria
Veronica arenaria är en grobladsväxtart som beskrevs av Allan Cunningham och George Bentham. Veronica arenaria ingår i släktet veronikor, och familjen grobladsväxter. Inga underarter finns listade i Catalogue of Life.